# Parsonsia constricta
Parsonsia constricta är en oleanderväxtart som beskrevs av D.J. Middleton. Parsonsia constricta ingår i släktet Parsonsia och familjen oleanderväxter. Inga underarter finns listade i Catalogue of Life.